# Amac
Amac (románul: Amați) falu Romániában, Szatmár megyében.

## Földrajza
Szatmár megyében, Szatmárnémetitől délre fekszik. A falu Szatmár városától mindössze másfél kilométerre található, Szatmárpálfalva községéhez tartozik még másik négy kisebb településsel: Ombod, Pettyén, Hirip és Oroszfalva. A Szamos bal oldali partján helyezkedik el, és egyetlen országúttal közelíthető meg. Az országút talán Amac egyik jelképe is lehet akár, hiszen a megyében az egyedüli ilyen út, amelyiken egy kilométeren belül 7 kanyar található.

## Története
A falu történelmét illetően sok fajta verzió van, túl sok információt nem találni róla, hiszen a dokumentumok többször is megsemmisültek a tűzvészkor vagy az árvízkor. 
A falu nevét már az 1393-as dokumentumok feljegyzik, Amach vagy Amacz formában. Szintén ezévből tudunk pár pontos adatot, mikor kinek a tulajdonában volt a település. Ezévben iktatták be a Báthoryakat, és egészen a XV-ik század elejéig az övék maradt. 1417-ben ecsedi Báthori Istvánt és fivérét, Báthori Benedeket királyi adománnyal újra beiktatták a birtokba.
1609-ben Szilágyi János kap rá donációt. 1625-ben Királyi-Daróczi Debreceni Tamás, 1758-ban Eötvös Sándor és László voltak az urai. A Rákóczi-szabadságharc idején a közösség teljesen elpusztult. Az újratelepülők itt két templomot találtak: egy ortodoxot, melyet 1870-ig használtak, és egy római katolikust, melyet a nép református vallása révén lebontott és köveiből új templomot épített. 1700 körül szervezkedett újra az egyház, ekkor még csak 17 család élt itt. Földesurai ez idő tájt a gróf Telekiek, az Eötvös és más családok voltak. A XVIII. század közepétől Gróf Teleki, Eötvös, Szögényi és Szeleczky családoké volt, és utolsó örököse De Gerando Attila volt, a XX. század elejéig.
Szatmár vármegyéhez nagyon sok település tartozott. Ezen belül Amacz településének határai több hektáron túl húzódtak, a mai Erdőd, Szatmárhegy, Pettyén mentén. Nagyon gazdag település volt, hiszen erdő szegélyezte, domborzati formákban dúsabb volt, dombokkal tarkított mezők-rétek voltak. Egy legenda szerint a falu mostani helyén a 18. században nagy erdőség volt, benne két templommal. Mivel a Szamos medre közelebb volt a faluhoz, mint most, a jelenlegi pontos helyén régen mocsaras vidék volt. Ezt a részét a földnek a parasztok nem tudták felhasználni, csak a világ modernizálódása után, amikor csatornarendszerek kiépítésére került sor.
A falunak jelenleg is két temploma áll, melyek közül a később megnagyobbított református istenhajlék épült előbb, 1827-ben. Ortodox templomát Szent Mihály és Gábriel arkangyalok tiszteletére szentelték fel, építése az 1880-as években történt.

## Vallási élet
Amac a múlt évszázadokban nagy hírnévre tett szert vallása révén. A környéken nem volt egy ehhez hasonló egyházzal rendelkező település. A református egyháznak nagyon fontos szerepe volt a falu életében úgy, mint a lakosokéban is. 
A falu szerves része az egyház volt, és a templom az a falu legnagyobb értéke. Ez a község, a feljegyzések szerint mindig is református volt, csak egy rövid ideig adott helyet katolikus lakosoknak. A templomot akármi érte (támadás, árvíz, földrengés) a falu népe mindig gondoskodott róla, hogy újjáépítse.
Az egyházi élet csak a vasárnapi istentiszteletből állt. Évszázadokon keresztül az ő irányítása alatt állt a falu, megfelelő szigort, de ugyanakkor jó létet és szórakozást is biztosított. A dalárda (mai nevén kórus) volt az egyik kiemelkedő rendezvénye az egyháznak, amit rendszeresen meg is tartottak. Esténként, a napi munka után az asszonyok összegyűltek egy-egy háznál és együtt énekeltek, miközben fontak, hímeztek, varrtak. Ez építő jellegű volt a közösség számára, hiszen így fen tartották a szoros kapcsolatot. A dalárda mellett az asszonyok Nőszövetséget is alapítottak.
A fiatalságnak is voltak szervezve különféle rendezvények, amelyek szórakozást, kikapcsolódást biztosítottak. A színjátszó csoport volt az egyik legkedveltebb a fiatalok körében, hiszen a darabok elsajátítása idején együtt lehettek barátaikkal, beszélgethettek és közben tanulhattak is. A színjátszó csoportok mindig előadták darabjaikat a falu népének, főként téli estéken, mikor nem volt olyan sok a munka a földeken.
Az 1990-es években saját fúvószenekara volt az egyháznak, és felléptek bálokon, keresztelőkön, esküvőkön, és minden híres eseményen, ami a faluban történt.

## Gazdálkodás, életmód
Az 1500-as években, a faluban halászattal is foglalkoztak, de ez megváltozott a település helyének megváltoztatásával.
A faluban elsősorban az állattenyésztéssel foglalkoztak: szárnyasok, sertés és nagyobb testű állatok (lovak, marhák, szamarak). Az ellátásukhoz lucernát, zabot, búzát, rozst termesztettek. A föld megművelésére a szegényebb parasztok szamarat használtak, hiszen csak a jómódú parasztok engedhették meg maguknak, hogy lovak húzzák az ekét. Amíg a település tulajdonosai grófok voltak, addig a falubeliek úgy dolgoztak a földeken, mint a sajátjukén, aztán az évtizedek elteltével már felosztották a területet, és minden családnak jutott egy darabka saját föld, amit művelhetett.

## Településszerkezet, építkezés
A falura jellemző településszerkezet és építkezés nagyon hasonló a megye többi településeihez. Számos hasonlóságot fedezhetünk fel például Ombod és Amac között.
Amac utcahálózata már évszázadokkal ezelőtt alakult ki. Egy fő utca van, viszont számos kisebb mellékút, amelyek nem csak a falu távolabb eső házaihoz vezet, hanem ki a mezőre is. Ezek a mellékutak többnyire csak földutak, néhol homokkal van borítva. A faluban közel ezer ház van, sokak már nagyon régiek, szemmel jó látható jelei vannak, hogy a ház sok mindent élt meg.
A legtöbb ház egy modell szerint épült, alkalmazkodva a földrajzi viszonyokhoz, figyelembe véve az állattartást, a család kényelmét, az anyagi forrásokat és az építéshez szükséges anyagokat. A házak nem épültek az utcafrontra, hanem 1-2 méterrel beljebb az alacsony kerítéstől.
A ház felosztása a lehető legegyszerűbb volt: egy konyha és egy szoba, és mellette egy kis kamra néhol meg egy kis előszoba. Az udvaron több melléképület volt: fáskamra, kis kamra, lomtár. Az udvar másik felében az ólak kaptak helyet: tyúkól, disznóól. Az istálló az udvar leghátsó részében volt a csűrrel. Az udvart lugas díszítette és virágágyások.
Amacra jellemzően egy családi udvar két részből állt: az első az a nagy ház udvara, az ólak és az állatok a hátsó udvaron. Még egy tipikus falusi szokás volt a filagória építése a bejárati ajtó elé. Az udvar elmaradhatatlan része a kemence volt, a cseréppel fedett, nyeregtetős kemence, amit téglából építettek. A házakat általában vályogból építették, míg az ólakat fából.
A legtöbb vidéken a gémeskutat az udvarban készítették, de több faluban vagy annak határában voltak közös használatú gémeskutak is. Nagyobb vízfogyasztású helyeken (például legelőkön) iker gémeskutat is készítettek, ahol a szokásosnál nagyobb kútgödörből két gémeskút segítségével merték a vizet.

## Néprajzi jellegzetességek
Fali díszek, takarók, pokrócok, szőnyegek, terítők, ruhák, faragások, vésések mai napig őrizik Amac egykori jellegzetes vonásait. Az asszonyok elsősorban öncélú használatra készítettek szőtteseket, de sok esetben ajándéknak szánták, sőt a háború idején a pénzhiány miatt eladásra is. A díszítési stílus egyedi volt: apró, miniatűr mintákat varrtak rá kézzel, és a jellegzetes virágminták minden darabon rajta voltak. Legelterjedtebb díszítés az a kék- zöld- piros színekből varrt virágformák, különböző apró kis levelekkel, vonalakkal.
A ruházat nagyon egyszerű volt úgy a nőknél, mint a férfiaknál. Szolid, egyszerű, általában sötét árnyalatokkal.

## Nevezetességek
- Református templom